# Hsu Wei-lun
Dans ce nom, le nom de famille, Hsu, précède le nom personnel.
Hsu Wei-lun (sinogrammes 許瑋倫/许玮伦, hanyu pinyin Xǔ Wěi Lún, 13 novembre 1978 – 28 janvier 2007) est une actrice taïwanaise.
Hsu Wei-lun a exercé le métier d'actrice pendant environ cinq ans. Elle commença sa carrière comme mannequin et fut remarquée par des producteurs de la télévision. Elle tourna aussi beaucoup de films publicitaire. Elle jouait aussi de divers instruments, dont l'erhu. Elle est morte dans un accident de voiture. 

## Filmographie

### Séries télé
- The daughter of sun (2007, CTS)
- Fly with Me (2007, CTS)
- Double Jade Legend (2005, CTV)
- Express Boy (2005, TVBS-G)
- Nine-Ball (2004, GTV)
- Love Storm (2003, CTS)
- Scent of Love (2003, TTV)
- The Only in the World (2002, CTV)

### Films
- Victor U-Turn 180 degrees (2002)
- Slap The Monkey (2005)